# Cesare Lippi
Cesare Lippi (Mordano, 1556 – Cava, luglio 1622) è stato un vescovo cattolico italiano.

## Biografia
Nacque a Mordano, nella diocesi di Imola, nel 1556. 
Divenne membro dell'ordine dei frati minori conventuali. Fu professore di metafisica e di teologia.
L'11 dicembre 1606 papa Paolo V lo nominò vescovo di Cava de' Tirreni. Ricevette la consacrazione episcopale nella basilica dei Santi XII Apostoli a Roma il 24 dicembre successivo dalle mani del cardinale Mariano Pierbenedetti, cardinale presbitero dei Santi Marcellino e Pietro.
Durante il suo episcopato, diede impulso al culto di Sant'Antonio da Padova.
Morì nel luglio 1622.

## Genealogia episcopale
La genealogia episcopale è:
- Vescovo Antonio Lauro
- Papa Sisto V
- Cardinale Mariano Pierbenedetti
- Vescovo Cesare Lippi, O.F.M.Conv.